# Bosquerola de gorja taronja
La bosquerola de gorja taronja (Setophaga fusca) és una espècie d'ocell de la família dels parúlids (Parulidae) que habita els boscos del sud-est del Canadà i nord-est dels Estats Units. Passa l'hivern, principalment, al nord d'Amèrica del Sud.